# 비에르-아플레-모르주 철도
비에르-아플레-모르주 철도(프랑스어: Chemin de fer Bière-Apples-Morges, BAM)는 스위스에 위치한 1,000mm 미터궤 철도이다. 총 길이가 30km에 달하며, 이름 그대로 아플레의 분기점에서 릴(L'Isle) 마을까지 연결된다. 이 서비스를 제공하는 회사는 주로 지역과 지역 버스 서비스라는 활동을 표현하기 모르주-비에르-코소네 지역 운송(프랑스어: Transports de la région Morges-Bière-Cossonay, MBC)으로 이름을 바꿨다. 또한 코소네-가르빌 케이블카는 2010년부터 MBC에 속해 있으며, 이전에는 MBC와 계약하여 운영하고 있다.

## 역사
1875년 9월 26일 제네바 호수에 있는 모르주와 비에르 사이의 지역 사회는 호숫가, 지역의 마을, 비에르의 확장 중인 군대 막사를 연결하는 선에 대해 논의하기 위해 처음 모였다. 또한 임업과 농산물의 교통흐름이 될 것이다. 5개의 다른 경로가 고려되었고, 결국 타협 경로가 1890년에 합의되었지만, 건설이 시작되기까지 4년이 더 걸렸다. 노선은 1895년 7월 1일에 개통되었다. 아플레에서 릴(L'Isle)까지의 노선은 1896년 9월 12일에 개통되었지만, 3년 후에 BAM과 합병되었다. 원래 라인은 증기작업이었고, 시스템은 5월 10일부터 메인 라인은 11월 13일부터 릴 노선에 전철화되었다.

## 노선
시스템의 주요 라인은 기차가 로잔-제네바 철도의 스위스 연방 철도 역내 플랫폼을 사용하는 모르주에서 19.1km 거리의 비에르 마을까지 이어진다. 제네바 호수에서 쥐라산맥 산기슭까지 승객을 데려간다. 경로는 약간 순환적이며 주요 오르막을 피하며 최대 기울기는 1/28(35.7mm/m 또는 3.57%)이다. 사과 마을에서 10.6km 길이의 지선이 있다. 릴-몽라빌에 운행한다. 이 지선은 비에르를 향하고 있으며, 모르주 방향에서 오는 모든 차량은 역으로 진입해야 한다. 보다 최근에는 비에르에서 약 1km 지점에서 스위스 군대 시설을 제공하기 위해 짧은 2km 지선이 건설되었으며, 이는 철도, 특히 탱크 열차에 군사 교통을 제공한다. 미터궤 운반 트럭에 장착된 표준궤 플랫 왜건으로 운반된다. 라인은 15kV 16.7Hz AC에서 전기가 통한다.

## 전철화 이전
본선 구간의 개통을 위해 제작된 BAM에는 G 3/3 유형의 부드러운 기관차 3대가 있었다. 이들은 SLM, Works No's에 의해 구축되었다. 1894년에는 883, 884, 885호가 운행되었다. 그들은 4호가 된 아플레–릴 철도에서 4번째 기관차를 얻었다. 이것은 다시 SLM의 999번 작업으로 1896년에 완성된 제품이다. 1921년에는 5번째 기관차, 또 다른 SLM 제품인 구 스위스 연방 철도의 브뤼닉선 G 3/3 number 109(작업 번호 109)를 인수했다. 1341) 이 기관차는 6번이 되었다. 이 기관차는 전철화 후 빌/비엔의 제재소에 판매되었으며, 현재 블론네 샹비 박물관 철도(Blonay-Chamby Museum Railway)에 보존되어 있다. 차량의 6번째이자 마지막 증기 기관차인 HG3/4 No.7은 1941년 푸르카-오버알프 철도에서 중고로 구입했으며, 1914년에 제작된 2417번 작업 SLM의 제품이었다. 랙 장비 제거되어 클래스 G3/4가 되었다. 도착 시 no. 7, 군대는 아니요를 요청했다. 2는 전략적 예비로 몽보봉으로 보내져 1945년 전쟁이 끝난 후 다시 돌아왔지만 폐기되었다. 전철화의 해인 1943년, no. 4는 제설기로 재건되었다. 3호는 1944년에 폐기되었다. 1과 7은 1946년 프랑스의 Voies ferrées du Dauphiné에 매각되었다. (참고: 차량 목록에 5번은 없었다)

## 운행편
서비스는 일반적으로 1982년에 인도되고 ACMV/SAAS 또는 코치 또는 둘 다에서 제작된 voiture pilote(트레일러 구동)을 견인하는 Be 4/4 등급의 전기 철도 차량에 의해 제공된다. 두 개의 현대식 Ge 4/4 기관차는 화물 운송을 처리하며, MOB 및 RhB 기관차의 가장 분명한 차이점은 표준궤 왜건과 함께 사용하기 위한 표준궤 버퍼가 추가되었다는 것이다.

## 상징색
리버리는 녹색/크림색이다. 전 트라비 차량 15 및 54는 YSteC 적색/크림색 징을 자랑하는 서비스를 시작했다. 2개의 표준궤 분류 기관차는 여전히 SBB 빨간색 상징을 자랑하며(2010년 6월 기준) BAM 녹색으로 다시 칠해야 하는지 여부는 알 수 없다.

## 사고
1997년 10월 27일, 비에르로 향하는 열차가 뷔시 쉬르 모르주 근처의 건널목에서 트랙터와 충돌하면서 치명적인 사고가 발생했다. 열차는 탈선하여 금속 현수선 지지대와 충돌하여 열차 운전자가 즉시 사망했다. 부상당한 승객 4명은 병원으로 이송됐다.

## 환승 교통
이 회사는 또한 모르주의 표준궤 노선을 기반으로 하는 2개의 Class Te III 기관차를 소유하고 있다. 여기서 그들은 미터궤 라인에 대한 트래픽을 우회하고 이를 미터궤 캐리어 보기 "피기백(piggy-back)" 스타일에 장착한다. 이들 번호는 147 및 155이며, SLM/MFO에 의해 구축되었다.

## 미래
2004년 12월부터 BAM은 TL, LEB, 카포스탈 스위스 및 CFF와 함께 Mobilis Vaud라고 하는 공동 요금 시스템의 일부가 되었다. 여기에는 주간, 월간 및 연간 패스가 포함된다. 2009년 12월부터 이 요금 시스템은 리비에라와 북보두아 지역으로, 다음 해에는 니옹과 글랑으로 확대될 것이다. 퍼즐의 마지막 부분은 샤블레 보두아 지역을 포함하는 것이다.